# Zonocerus
Zonocerus es un género de saltamontes de la familia Pyrgomorphidae. El género se compone de dos especies que se distribuyen por algunas partes de África.  Ambas especies son consideradas plagas agrícolas ya que pueden causar daños severos a los cultivos.

## Taxonomía
El género agrupa a 2 especies reconocidas:
- Zonocerus elegans Thunberg, 1815
- Zonocerus variegatus Linnaeus, 1758

## Galería de fotos

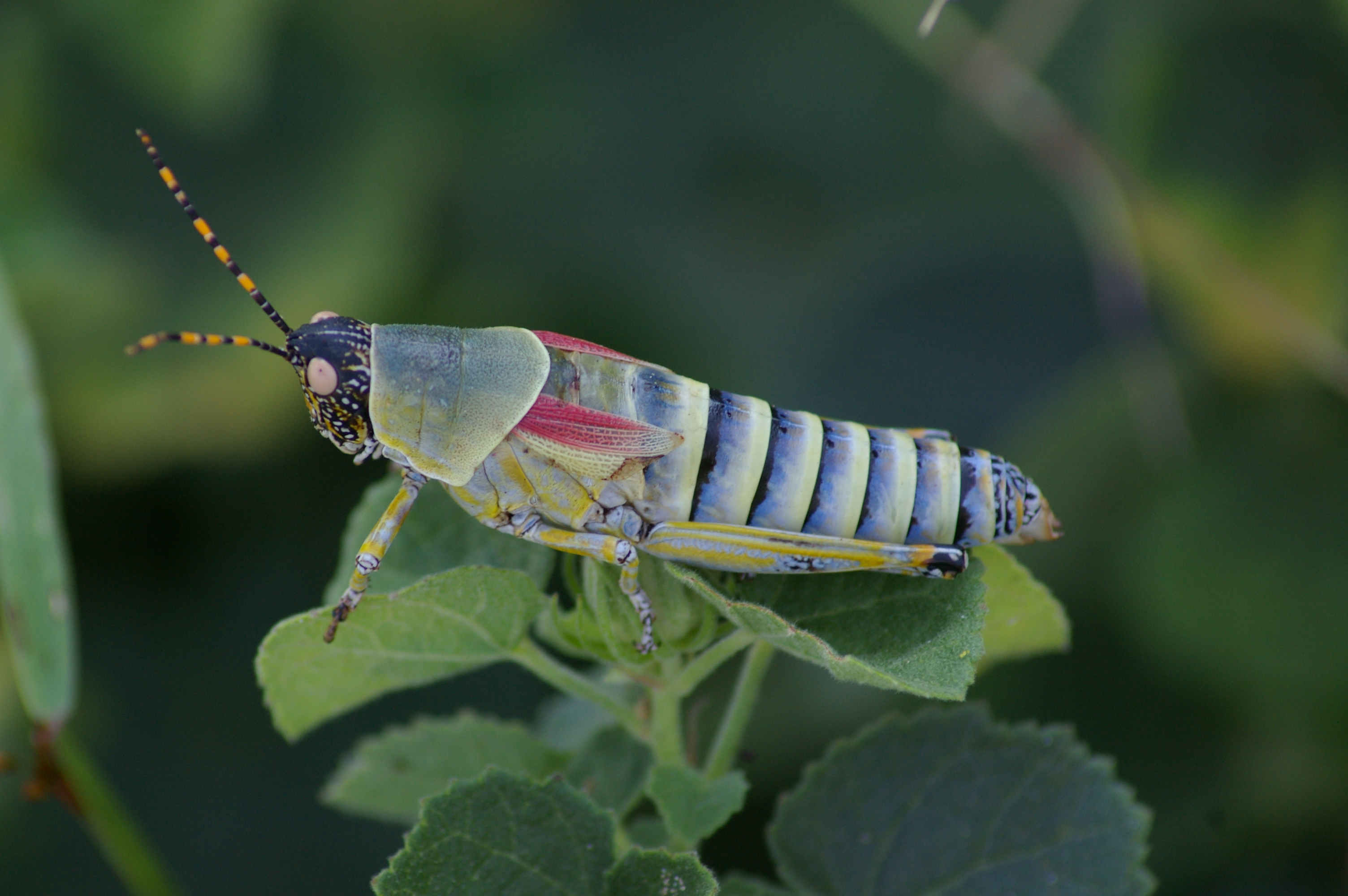
Z. elegans
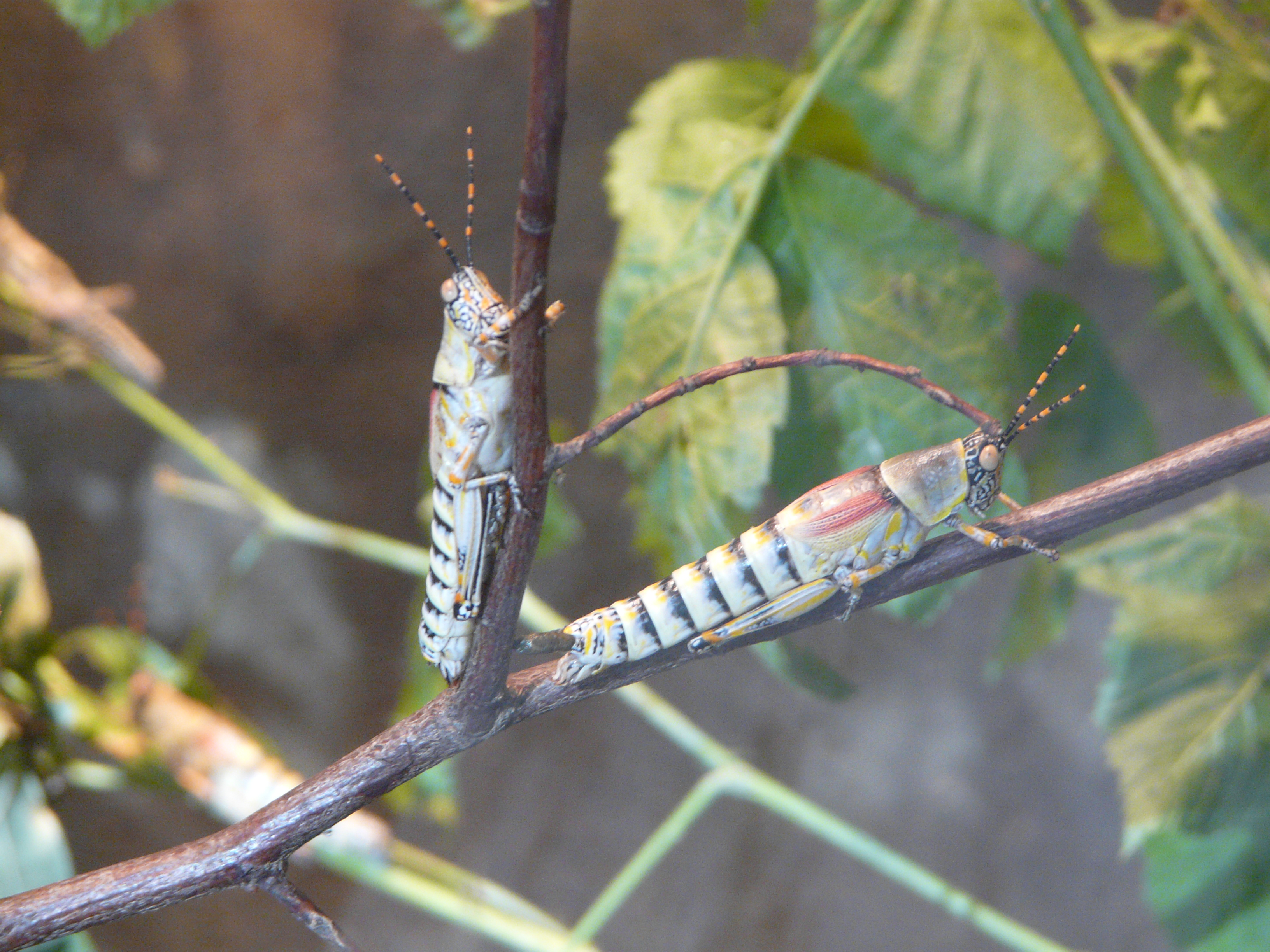
Z. elegans
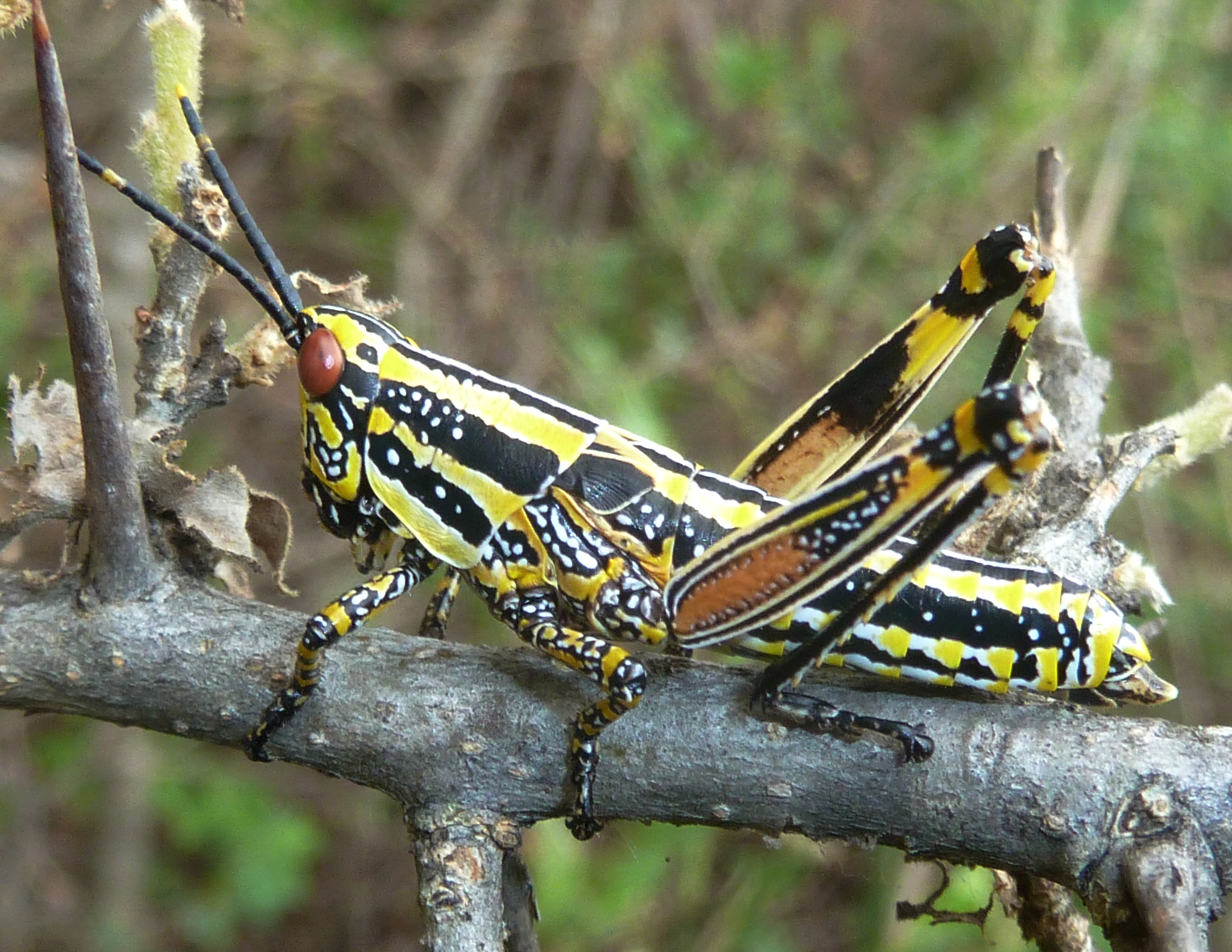
Z. elegans (ninfa)
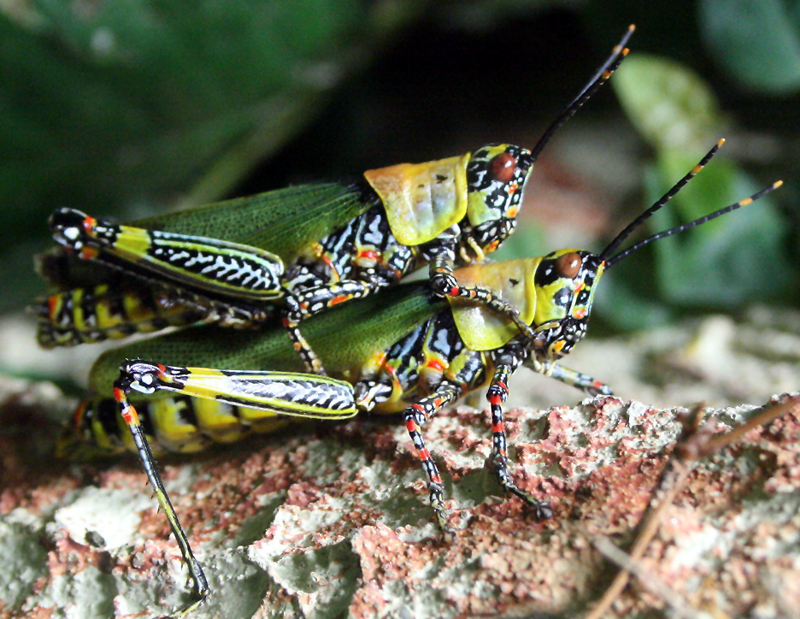
Z. variegatus